# Léon Devos (peintre)
Pour les articles homonymes, voir Léon Devos.
Léon Devos, né à Petit-Enghien le 24 mars 1897 et mort à Précy-sous-Thil le 18 avril 1974, est un peintre post-impressionniste et graveur belge. Il est portraitiste, paysagiste, peintre de natures mortes, de fleurs, de nus et de scènes de genre,.
Il est cofondateur du groupe Nervia.

## Biographie
Léon Devos grandit à Haine-Saint-Pierre. Il se distingue à l'école primaire de Fayt-lez-Manage pour son goût pour le dessin. À 12 ans, il entre comme apprenti mécanicien dans un atelier de métallurgie. 
Au début de la Première Guerre mondiale, il s'engage à 17 ans dans l'armée belge. Le conflit mondial ayant pris fin, il suit les cours de l’Académie royale des Beaux-Arts de Mons puis ceux de l'Académie de Bruxelles où il a pour maîtres Jean Delville et Constant Montald. Il complète son éducation artistique à Paris où il travaille avec son ami Léon Navez dans un atelier de gravure. Ils y gravent des timbres-poste et des billets de banque.
Dès 1926, il participe aux du cercle montois « Le Bon Vouloir ». Il en sera l'invité d'honneur en 1961. Il est également cofondateur du groupe Nervia, un mouvement moderne qui s’attache à promouvoir l'art wallon. Parmi les membres, on trouve :  Anto Carte, Louis Buisseret, Frans Depooter, Léon Navez, Pierre Paulus, Rodolphe Strebelle, Taf Wallet et Jean Winance.
En 1928, le groupe Nervia organise sa première exposition. La même année, il séjourne à Paris chez son ami le peintre Léon Navez.
En 1939, il enseigne à l'Académie des Beaux-Arts de Bruxelles, puis en devient directeur en 1948.
Ses œuvres sont présentes aux musées d'Anvers, Bruxelles, Charleroi, Gand, La Louvière, Liège et Tournai. Une rétrospective a eu lieu à Namur en 1967, et une autre à l'Hôtel de ville de Bruxelles et à La Maison de « La Louve », en 1989, avec publication d'un ouvrage aux Editions Labor.
En 1957, il devient membre de l'Académie royale de Belgique.
À partir de 1960, sa facture devient plus souple et son coloris plus vigoureux. 

## Style artistique
Peintre post-impressionniste, Léon Devos est avant tout un figuratif paysagiste, de scènes de genre et de natures mortes. Son réalisme artistique s'accompagne d'un jeu de couleurs s'appuyant sur les contrastes et de traits qu'il réinterprète subtilement pour rendre le sujet plus attractif et plus lisible. Ses paysages adoptent des ton chatoyants, ses natures mortes incitent à la gourmandise et il s'attache à faire ressortir l'harmonie dans ses portraits. 

## Sélection d'œuvres
- 1934 : La Prestation de Serment de Léopold III, scène historique (Parlement de Bruxelles)[2].
- 1936 : Nu au Bouquet, huile sur toile, 100 × 150 cm.
- 1943 : Enfant à la Nature morte, huile sur toile, 110 × 130 cm.
- 1950 : Nature morte à la Cafetière blanche, huile sur toile, 80 × 100 cm.
- 1960 : Les Arbres tordus, huile sur toile.

## Hommages et Distinctions
La rue « Peintre Léon Devos » à Haine-Saint-Pierre perpétue sa mémoire.
Il a reçu les prix suivants :
- Prix du Hainaut en 1932 ;
- Prix du Garden Club de la Fondation Carnegie en 1950.

La distinction suivante lui a été décernée par le roi Baudouin Ier :
- Officier de l'ordre de Léopold en 1957.